# HD61110
HD61110 — хімічно пекулярна зоря спектрального класу F2, що має видиму зоряну величину в смузі V приблизно  4,9.
Вона  розташована на відстані близько 158,2 світлових років від Сонця.